# صندوق سداسي الحلقات

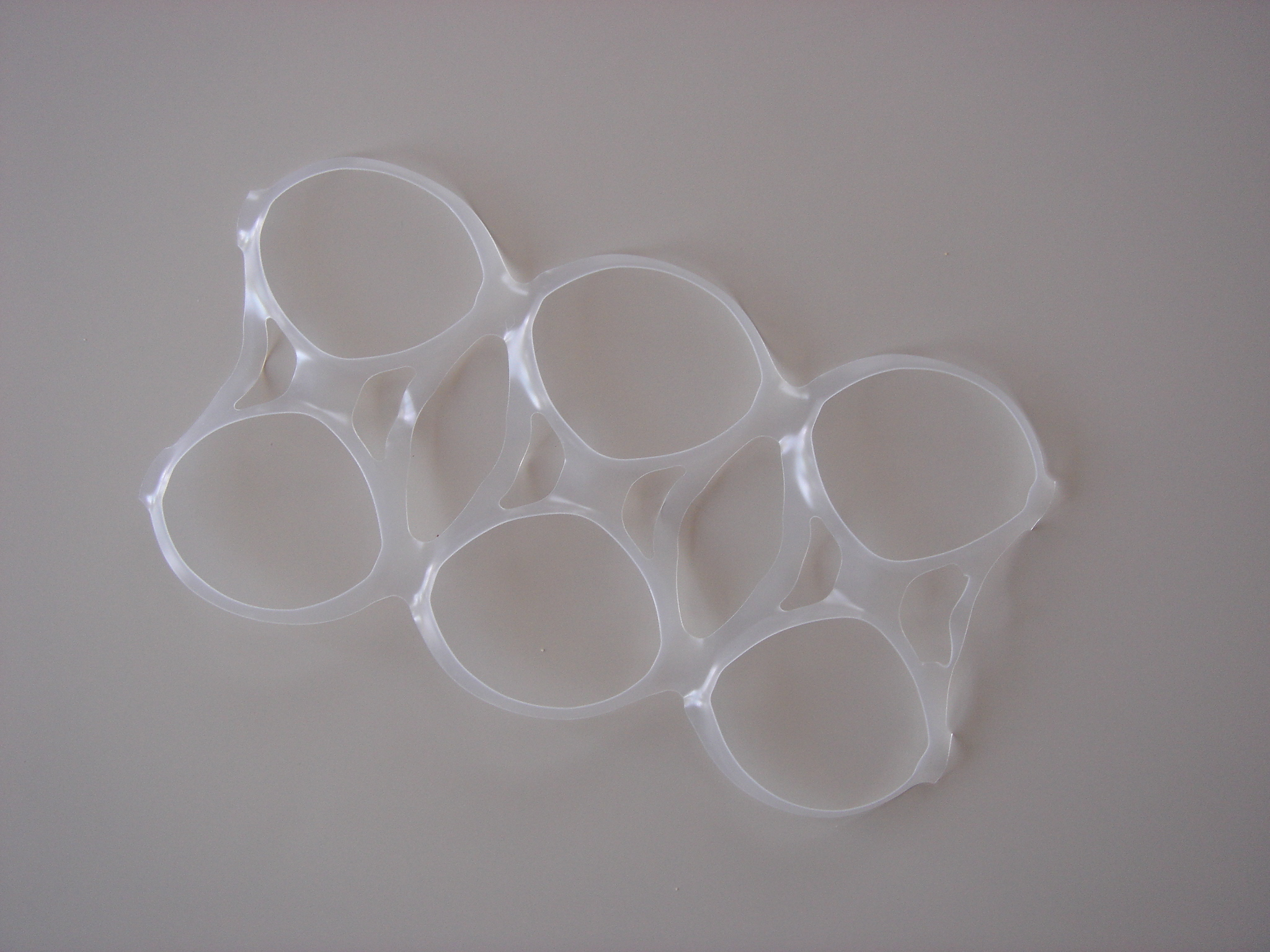
صندوق سداسي الحلقات

حلقات العبوة السداسية أو نير مكون من ستة أجزاء هي مجموعة من الحلقات البلاستيكية المتصلة التي تستخدم في العبوات المتعددة من المشروبات، وخاصة العبوات السداسية من علب المشروبات. اكتسبت الحلقات شهرة كبيرة بسبب المخاوف من الحطام البحري الذي قد يتشابك مع الحياة البرية.

## تاريخ
تم اختراع الحلقات البلاستيكية في ستينيات القرن العشرين، وفي غضون عشر سنوات، حلت محل الحوامل الورقية والمعدنية الشائعة في السوق آنذاك. اليوم، يواصل العديد من المصنعين إنتاج حلقات مكونة من ستة أجزاء. على الرغم من استمرار نمو الاهتمام بالعبوات المتعددة، فقد ازدادت شعبية الأنواع الأخرى، بما في ذلك سلال الورق المقوى وحاملات العلب البلاستيكية المصنوعة من مادة البولي إيثيلين منخفض الكثافة، مما يوفر بديلاً لحلقات العبوات السداسية التقليدية.

## المخاوف البيئية

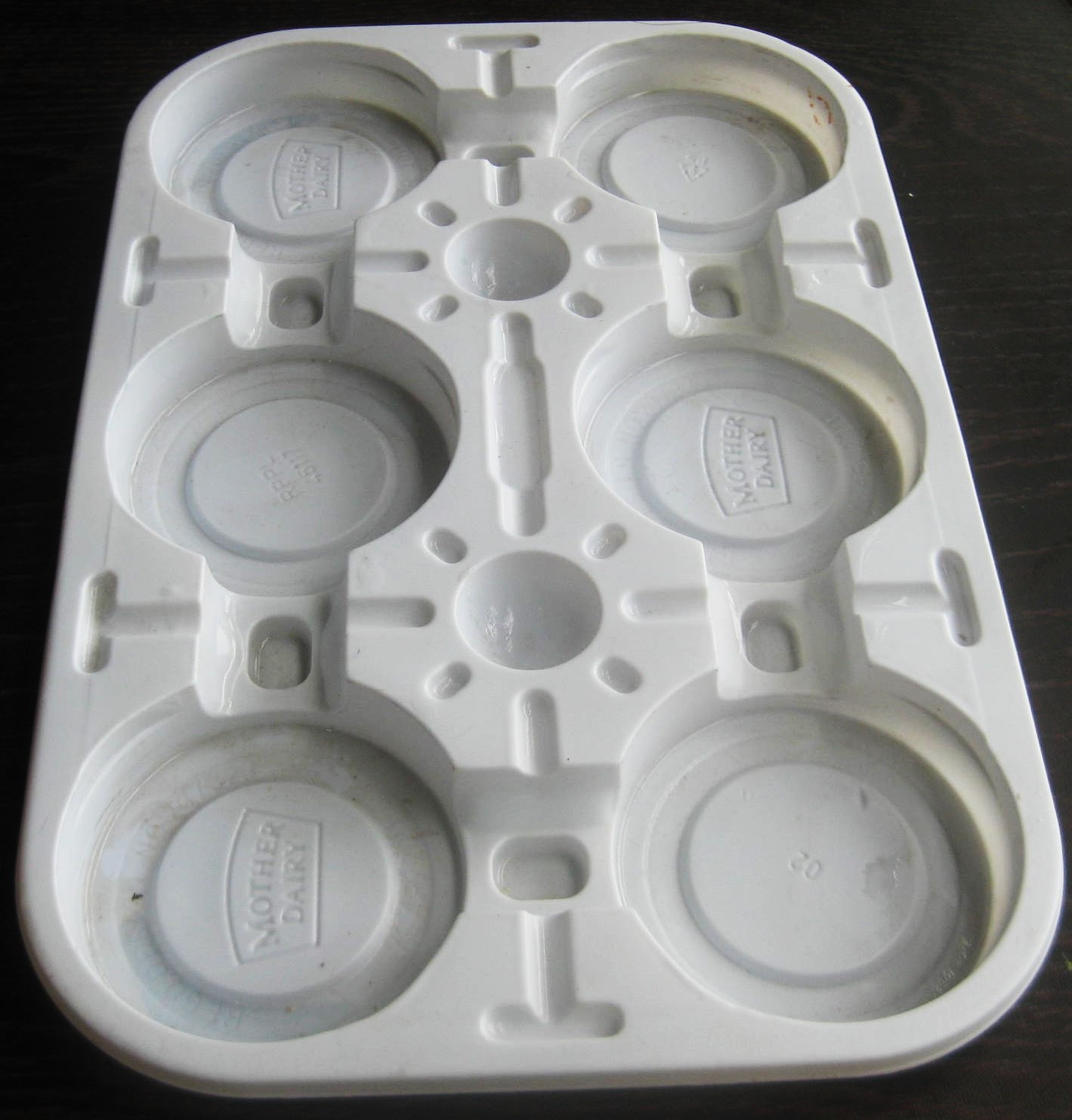
صندوق بلاستيكي سداسي الحلقات

منذ أواخر سبعينيات القرن العشرين، تم التعرف على حلقات الست على أنها شكل من أشكال القمامة البحرية. من المستحسن قطع كل حلقة حتى لا يحدث أي تشابك. في حملة تنظيف شاطئ أوريغون عام 1988، تمكن المتطوعون من جمع 1500 حلقة مكونة من ستة أجزاء في غضون ساعات قليلة. كما هو الحال مع المنتجات البلاستيكية الأخرى، فإن إنتاج الحلقات البلاستيكية يستخدم الوقود الأحفوري. بالمقارنة مع معدات الصيد وأعقاب السجائر والنفايات البلاستيكية الأخرى، فإن حلقات العبوات السداسية تساهم بشكل أقل في القمامة البحرية.
كان أول قانون يحظر حاملات الحلقات غير القابلة للتحلل في ولاية فيرمونت الأمريكية في عام 1977، وبحلول عام 1991 كانت 27 ولاية قد حذت حذوها. وقد أوصت وكالة حماية البيئة في عام 1993 بمعيار أداء قابلية التحلل البيولوجي، وذلك بعد اكتشاف حاملات حلقات غير قابلة للتحلل بكميات كبيرة في البيئة البحرية حيث استمرت لعقود من الزمن وهددت الحياة البحرية. في عام 1994 اقترحت اللائحة الفيدرالية الأمريكية أن تكون جميع حاملات الحلقات البلاستيكية مواد قابلة للتحلل بشكل طبيعي، وتنطبق على جميع المستوردين والمعالجين. يقوم العديد من المصنعين بذلك باستخدام مواد قابلة للتحلل الضوئي، والتي قد يستغرق تحللها عدة أشهر. ومع ذلك، لا يزال من الممكن للحيوانات أن تأكل الشظايا والبلاستيك الدقيق الناتج عن عملية التحلل.
في عام 2010، طورت شركة Saltwater Brewery حلقات صديقة للبيئة قابلة للتحلل البيولوجي والتحويل إلى سماد. في عام 2018، أعلنت شركة Carlsberg Breweries عن استخدام نوع جديد من الغراء، والذي استغرق تصنيعه ثلاث سنوات، والذي من شأنه أن يربط البيرة معًا بدلاً من الحلقات البلاستيكية.